# Snabbläsning

Snabbläsning är ett samlingsnamn för tekniker som syftar till att läsa effektivare och därmed snabbare. De flesta tekniker bortser från det faktum att bara ett litet avgränsat område av ögats näthinna, gula fläcken, förmår uttyda skarpa bokstäver. En vanlig missuppfattning består också i att det skulle vara den hastighet som ögat rör sig som begränsar läshastigheten, när forskningen i själva verket påvisar att det snarare är hjärnan som kräver tid för att behandla synintrycken och därmed utveckla en förståelse för textens innehåll.

## Tekniker med stöd i oberoende forskning
En form av snabbläsning som den vanlige läsaren utnyttjar är att skanna en text som man redan känner till. Ifall en student läser sin kursbok för fjärde gången på en vecka går det betydligt fortare, eftersom hjärnan redan är beredd på innehållet.

## Tekniker utan stöd i forskningen
En vanlig snabbläsningsteknik är att sträva efter att fokusera blicken på endast två till tre ställen per rad. Tanken är att fler ord ska upptas åt gången, vilket försvåras av att den gula fläcken bara tar emot ljus från 1,5 grader av synfältet.
En annan teknik går ut på att vänja sig av med att ljuda ord tyst för sig själv samtidigt som man läser dem. Detta har tolkats som en sammanblandning mellan subvokalisering, att läpparna verkligen rör sig och utläser ord vi läser tyst, och fonologisk aktivering, som är den röst vi kan höra helt och hållet inom oss då vi läser, som vissa forskare menar är något absolut nödvändigt för läsförståelsen.
Mycket forskning[källa behövs] tyder på att snabbläsning verkligen fungerar om den tränas på rätt sätt. Flera oberoende studier[källa behövs] utförda i USA bekräftar att metoden verkligen fungerar. På internet finns ett flertal datorbaserade program för att träna upp sin snabbläsningsförmåga. Ett av de mest kända är till exempel Best Reader.

## Skumläsning
När man skumläser en text, läser man kvickt igenom den för att bilda sig en uppfattning om innehållet. Man kan fokusera på rubriker, kärnmeningar och bilder. När man skriver för webben kan det vara intressant att veta hur man skriver texter för att de ska gå lätt att skumläsa för den som besöker en webbplats. mer om detta kan man läsa i .SE:s publikation "Skriva för webben" av Erik Geijer. 

## Dynamic Reading
Dynamic Reading är en metod som syftar till att läsa snabbare. Den uppfanns av Evelyn Wood och har förespråkats av bland andra USA:s president John F. Kennedy.